# NGC 435
NGC 435 је спирална галаксија у сазвежђу Кит која се налази на NGC листи објеката дубоког неба.
Деклинација објекта је + 2° 4' 16" а ректасцензија 1h 13m 59,8s. Привидна величина (магнитуда) објекта NGC 435 износи 14,2 а фотографска магнитуда 14,9. NGC 435 је још познат и под ознакама UGC 779, MCG 0-4-46, CGCG 385-35, PGC 4434.